# Herman Allmers

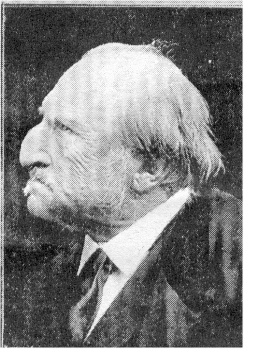
Herman Allmers

Herman Allmers, född 11 februari 1821 och död 9 mars 1902, var en tysk poet.
Av hans verk (Sämtliche Werke utgivna i 6 band 1891-1895) kan nämnas Marschenbuch (1858, 6:e upplagan 1917), Dichtungen (1860, 4:e upplagan 1900) och Römische Schlendertage (1869, 11:e upplagan 1904). I sin diktning var han främst inriktad på skildring av naturen och folklivet.